# Svartvit (EP)
Svartvit är hardcorebandet Sista sekundens andra EP och släpptes 7 maj 2011. Albumet släpptes på Instigate Records.

## Låtarna på albumet
1. "Fel, Fel, Fel" - 1.05
2. "Drömmar'n" - 1.38
3. "Anpassa mig" - 1.03
4. "Musik tar död på oss" - 1.20
5. "Bläcka ner mig" - 2.05
6. "Förmögenhet" - 1.50
7. "Sailor Jerry Skinhead" - 1.20